# The Silver Scream 2: Welcome to Horrorwood
The Silver Scream 2: Welcome to Horrorwood es el sexto álbum de estudio de la banda estadounidense de metalcore Ice Nine Kills, lanzado el 15 de octubre de 2021 a través de Fearless Records. Es la continuación y secuela del anterior álbum de la banda, The Silver Scream (2018), que se inspiró en películas de terror. Este álbum también está inspirado en películas de terror y cuenta con vocalistas invitados como Jacoby Shaddix, George "Corpsegrinder" Fisher, Brandon Saller, Ryan Kirby y Buddy Nielsen.

## Promoción
El día 9 de cada mes previo al lanzamiento del álbum, se lanzó un nuevo sencillo y el video que lo acompaña para promocionar el álbum. Al igual que con el álbum anterior, cada uno de los videos se basa en las películas sobre las que se escribieron las pistas, al mismo tiempo que tiene un arco de la historia general a lo largo de la secuencia de videos.
Los sencillos que la banda lanzó son: «Hip to be Scared» (basada en American Psycho), «Assault & Batteries» (basada en Child's Play), «Rainy Day» (basada en Resident Evil), «The Shower Scene» (basada en Psicosis), y «Funeral Derangements» (basada en Pet Sematary).

## Lista de canciones
| N.º | Título                                                                  | Inspiración Cinemática | Duración |  |
| 1.  | «Opening Night...»                                                      | TBD                    | 0:42     |  |
| 2.  | «Welcome to Horrorwood»                                                 | TBD                    | 3:55     |  |
| 3.  | «A Rash Decision»                                                       | Cabin Fever            | 3:31     |  |
| 4.  | «Assault & Batteries»                                                   | Child's Play           | 3:28     |  |
| 5.  | «The Shower Scene»                                                      | Psycho                 | 3:11     |  |
| 6.  | «Funeral Derangements»                                                  | Pet Sematary           | 3:44     |  |
| 7.  | «Rainy Day»                                                             | Resident Evil          | 3:01     |  |
| 8.  | «Hip to Be Scared» (con Jacoby Shaddix de Papa Roach)                   | American Psycho        | 3:23     |  |
| 9.  | «Take Your Pick» (con George Fisher de Cannibal Corpse)                 | My Bloody Valentine    | 3:17     |  |
| 10. | «The Box» (con Brandon Saller de Atreyu y Ryan Kirby de Fit for a King) | Hellraiser             | 3:35     |  |
| 11. | «F.L.Y.» (con Buddy Nielsen de Senses Fail)                             | The Fly                | 3:00     |  |
| 12. | «Würst Vacation»                                                        | Hostel                 | 3:50     |  |
| 13. | «Ex-Mørtis»                                                             | The Evil Dead          | 3:21     |  |
| 14. | «Farewell II Flesh»                                                     | Candyman               | 5:14     |  |

| Deluxe Bloodshed "bonus tracks" |                                           |          |  |
| N.º                             | Título                                    | Duración |  |
| 15.                             | «Assault & Batteries» (Versión orquestal) |          |  |
| 16.                             | «Ex-Mørtis» (Versión orquestal)           |          |  |